# Озеро Хаммар (Титан)
Озеро Хаммар (лат. Hammar Lacus) — углеводородное озеро на поверхности самого крупного спутника Сатурна — Титана. Центр имеет координаты 48°36′ с. ш. 51°43′ в. д. / 48,6° с. ш. 51,71° в. д..
Размер углеводоёма составляет примерно 200 км. Находится южнее моря Кракена. Озеро состоит из жидких углеводородов, главным образом это метан, этан и пропан. Обнаружено на радарных снимках, переданных космическим аппаратом «Кассини-Гюйгенс». Названо в честь земного озера Эль-Хаммар, расположенного на территории Ирака. Название было утверждено Международным астрономическим союзом в 2013 году.